# فينترتور
فينترتور (بالألمانية: Winterthur) هي إحدى بلديات مقاطعة فينترتور في كانتون زيورخ في سويسرا. تبلغ مساحتها 67.93 كيلومتر مربع، ويقدر عدد سكانها بـ 110912 نسمة (حسب تعداد ديسمبر 2017)، وتعد سادس أكبر مدينة في سويسرا من ناحية عدد السكان. تبعد عن مدينة زيورخ حوالي 30 كيلومتر.

## توأمة
لفينترتور اتفاقيات توأمة مع كل من:
- لا شو دو فون (1984 - )
- يافردون ليه باين (1969 - )
- Hall in Tirol [الإنجليزية]‏ منذ (1948 - )
- بلزن (1994 - )

## أعلام
- رودلف فريدريك
- جوان غامبر
- ريتشارد إرنست
- ستيفن زوبر
- نيكلاوس ويرث